# Lista över fornlämningar i Östhammars kommun (Valö)
Lista över fornlämningar i Östhammars kommun (Valö) är en förteckning av ett urval av de fornlämningar som finns i Valö i Östhammars kommun.
| Namn                      | Lämningstyp                      | Tillkomsttid | Historisk indelning | Plats | Läge                 | ID-nr          | Bild                                 |
| ------------------------- | -------------------------------- | ------------ | ------------------- | ----- | -------------------- | -------------- | ------------------------------------ |
| Valö 1:1                  | Runristning                      |              | Valö, Uppland       |       | 60.290450, 18.119004 | 10028600010001 | Ladda upp en bild av detta fornminne |
| Valö 4:1                  | Gravfält                         |              | Valö, Uppland       |       | 60.291239, 18.119845 | 10028600040001 | Ladda upp en bild av detta fornminne |
| Valö 6:1                  | Stensättning                     |              | Valö, Uppland       |       | 60.297069, 18.133069 | 10028600060001 | Ladda upp en bild av detta fornminne |
| Valö 7:1                  | Gravfält                         |              | Valö, Uppland       |       | 60.295242, 18.134243 | 10028600070001 | Ladda upp en bild av detta fornminne |
| Valö 12:1                 | Gravfält                         |              | Valö, Uppland       |       | 60.305289, 18.097698 | 10028600120001 | Ladda upp en bild av detta fornminne |
| Valö 40:1                 | Gravfält                         |              | Valö, Uppland       |       | 60.330696, 18.103835 | 10028600400001 | Ladda upp en bild av detta fornminne |
| Valö 43:1                 | Stensättning                     |              | Valö, Uppland       |       | 60.343486, 18.135953 | 10028600430001 | Ladda upp en bild av detta fornminne |
| Valö 44:1                 | Gravfält                         |              | Valö, Uppland       |       | 60.336509, 18.118456 | 10028600440001 | Ladda upp en bild av detta fornminne |
| Valö 48:1                 | Hög                              |              | Valö, Uppland       |       | 60.334839, 18.107373 | 10028600480001 | Ladda upp en bild av detta fornminne |
| Valö 49:1                 | Gravfält                         |              | Valö, Uppland       |       | 60.340589, 18.109576 | 10028600490001 | Ladda upp en bild av detta fornminne |
| Valö 50:1                 | Gravfält                         |              | Valö, Uppland       |       | 60.340344, 18.106775 | 10028600500001 | Ladda upp en bild av detta fornminne |
| Valö 54:1                 | Stensättning                     |              | Valö, Uppland       |       | 60.330809, 18.097411 | 10028600540001 | Ladda upp en bild av detta fornminne |
| Valö 54:2                 | Stensättning                     |              | Valö, Uppland       |       | 60.330907, 18.097627 | 10028600540002 | Ladda upp en bild av detta fornminne |
| Valö 57:1                 | Stensättning                     |              | Valö, Uppland       |       | 60.339386, 18.138248 | 10028600570001 | Ladda upp en bild av detta fornminne |
| Valö 65:1                 | Gravfält                         |              | Valö, Uppland       |       | 60.245039, 18.146851 | 10028600650001 | Ladda upp en bild av detta fornminne |
| Valö 66:1                 | Stensättning                     |              | Valö, Uppland       |       | 60.245258, 18.145120 | 10028600660001 | Ladda upp en bild av detta fornminne |
| Valö 76:1                 | Stensättning                     |              | Valö, Uppland       |       | 60.328434, 18.106682 | 10028600760001 | Ladda upp en bild av detta fornminne |
| Valö 76:2                 | Stensättning                     |              | Valö, Uppland       |       | 60.328310, 18.106638 | 10028600760002 | Ladda upp en bild av detta fornminne |
| Valö 76:3                 | Stensättning                     |              | Valö, Uppland       |       | 60.328247, 18.106417 | 10028600760003 | Ladda upp en bild av detta fornminne |
| Valö 81:1                 | Gravfält                         |              | Valö, Uppland       |       | 60.247771, 18.153379 | 10028600810001 | Ladda upp en bild av detta fornminne |
| Valö 106:1                | Gravfält                         |              | Valö, Uppland       |       | 60.239044, 18.161226 | 10028601060001 | Ladda upp en bild av detta fornminne |
| Valö 120:1                | Röse                             |              | Valö, Uppland       |       | 60.248388, 18.188462 | 10028601200001 | Ladda upp en bild av detta fornminne |
| Valö 120:2                | Röse                             |              | Valö, Uppland       |       | 60.248417, 18.188243 | 10028601200002 | Ladda upp en bild av detta fornminne |
| Valö 120:3                | Röse                             |              | Valö, Uppland       |       | 60.248285, 18.189032 | 10028601200003 | Ladda upp en bild av detta fornminne |
| Valö 121:1                | Gravfält                         |              | Valö, Uppland       |       | 60.248709, 18.187327 | 10028601210001 | Ladda upp en bild av detta fornminne |
| Valö 122:1                | Gravfält                         |              | Valö, Uppland       |       | 60.249758, 18.185820 | 10028601220001 | Ladda upp en bild av detta fornminne |
| Skallarna (Valö 125:1)    | Gravfält                         |              | Valö, Uppland       |       | 60.280269, 18.156768 | 10028601250001 | Ladda upp en bild av detta fornminne |
| Skallarna (Valö 125:2)    | Gravfält                         |              | Valö, Uppland       |       | 60.280217, 18.158403 | 10028601250002 | Ladda upp en bild av detta fornminne |
| Skallarna (Valö 125:3)    | Stensättning                     |              | Valö, Uppland       |       | 60.279893, 18.159165 | 10028601250003 | Ladda upp en bild av detta fornminne |
| Skallarna (Valö 125:4)    | Stensättning                     |              | Valö, Uppland       |       | 60.279791, 18.159229 | 10028601250004 | Ladda upp en bild av detta fornminne |
| Valö 127:1                | Hög                              |              | Valö, Uppland       |       | 60.247479, 18.171010 | 10028601270001 | Ladda upp en bild av detta fornminne |
| Valö 128:1                | Gravfält                         |              | Valö, Uppland       |       | 60.245100, 18.172652 | 10028601280001 | Ladda upp en bild av detta fornminne |
| Kyrkkällaren (Valö 133:1) | Hög                              |              | Valö, Uppland       |       | 60.244389, 18.094918 | 10028601330001 | Ladda upp en bild av detta fornminne |
| Valö 137:1                | Stensättning                     |              | Valö, Uppland       |       | 60.346819, 18.099372 | 10028601370001 | Ladda upp en bild av detta fornminne |
| Valö 140:1                | Stensättning                     |              | Valö, Uppland       |       | 60.347195, 18.098628 | 10028601400001 | Ladda upp en bild av detta fornminne |
| Valö 145:1                | Stensättning                     |              | Valö, Uppland       |       | 60.290874, 18.134395 | 10028601450001 | Ladda upp en bild av detta fornminne |
| Valö 153:1                | Stensättning                     |              | Valö, Uppland       |       | 60.306069, 18.093808 | 10028601530001 | Ladda upp en bild av detta fornminne |
| Valö 153:2                | Stensättning                     |              | Valö, Uppland       |       | 60.306011, 18.093930 | 10028601530002 | Ladda upp en bild av detta fornminne |
| Valö 154:1                | Stensättning                     |              | Valö, Uppland       |       | 60.305131, 18.095653 | 10028601540001 | Ladda upp en bild av detta fornminne |
| Daniels torp (Valö 156:1) | Lägenhetsbebyggelse              |              | Valö, Uppland       |       | 60.268689, 18.143598 | 10028601560001 | Ladda upp en bild av detta fornminne |
| Valö 157:1                | Stensättning                     |              | Valö, Uppland       |       | 60.276293, 18.154163 | 10028601570001 | Ladda upp en bild av detta fornminne |
| Valö 157:2                | Stensättning                     |              | Valö, Uppland       |       | 60.276219, 18.153984 | 10028601570002 | Ladda upp en bild av detta fornminne |
| Valö 159:1                | Gravfält                         |              | Valö, Uppland       |       | 60.292201, 18.092625 | 10028601590001 | Ladda upp en bild av detta fornminne |
| Valö 165:1                | Gravfält                         |              | Valö, Uppland       |       | 60.279269, 18.165252 | 10028601650001 | Ladda upp en bild av detta fornminne |
| Valö 166:1                | Stensättning                     |              | Valö, Uppland       |       | 60.279717, 18.164662 | 10028601660001 | Ladda upp en bild av detta fornminne |
| Valö 166:2                | Hög                              |              | Valö, Uppland       |       | 60.279686, 18.164513 | 10028601660002 | Ladda upp en bild av detta fornminne |
| Valö 166:3                | Hög                              |              | Valö, Uppland       |       | 60.279629, 18.164651 | 10028601660003 | Ladda upp en bild av detta fornminne |
| Valö 170:2                | Kvarn                            |              | Valö, Uppland       |       | 60.235972, 18.129378 | 10028601700002 | Ladda upp en bild av detta fornminne |
| Valö 171:1                | Stensättning                     |              | Valö, Uppland       |       | 60.232656, 18.137852 | 10028601710001 | Ladda upp en bild av detta fornminne |
| Valö 171:2                | Stensättning                     |              | Valö, Uppland       |       | 60.232569, 18.137931 | 10028601710002 | Ladda upp en bild av detta fornminne |
| Valö 173:1                | Stensättning                     |              | Valö, Uppland       |       | 60.230751, 18.152145 | 10028601730001 | Ladda upp en bild av detta fornminne |
| Valö 174:1                | Stensättning                     |              | Valö, Uppland       |       | 60.351094, 18.113018 | 10028601740001 | Ladda upp en bild av detta fornminne |
| Valö 175:1                | Stensättning                     |              | Valö, Uppland       |       | 60.240743, 18.166687 | 10028601750001 | Ladda upp en bild av detta fornminne |
| Valö 175:2                | Stensättning                     |              | Valö, Uppland       |       | 60.240596, 18.166840 | 10028601750002 | Ladda upp en bild av detta fornminne |
| Valö 176:1                | Stensättning                     |              | Valö, Uppland       |       | 60.249878, 18.184228 | 10028601760001 | Ladda upp en bild av detta fornminne |
| Valö 183:1                | Hällristning                     |              | Valö, Uppland       |       | 60.342456, 18.111328 | 10028601830001 | Ladda upp en bild av detta fornminne |
| Valö 186:1                | Lägenhetsbebyggelse              |              | Valö, Uppland       |       | 60.304072, 18.045252 | 10028601860001 | Ladda upp en bild av detta fornminne |
| Valö 187:1                | Lägenhetsbebyggelse              |              | Valö, Uppland       |       | 60.302983, 18.044047 | 10028601870001 | Ladda upp en bild av detta fornminne |
| Valö 188:1                | Lägenhetsbebyggelse              |              | Valö, Uppland       |       | 60.302535, 18.047016 | 10028601880001 | Ladda upp en bild av detta fornminne |
| Valö 189:1                | Lägenhetsbebyggelse              |              | Valö, Uppland       |       | 60.304562, 18.050088 | 10028601890001 | Ladda upp en bild av detta fornminne |
| Valö 192:1                | Lägenhetsbebyggelse              |              | Valö, Uppland       |       | 60.344052, 18.121360 | 10028601920001 | Ladda upp en bild av detta fornminne |
| Valö 196:1                | Stensättning                     |              | Valö, Uppland       |       | 60.282571, 18.200238 | 10028601960001 | Ladda upp en bild av detta fornminne |
| Valö 211:1                | Hög                              |              | Valö, Uppland       |       | 60.258976, 18.071276 | 10028602110001 | Ladda upp en bild av detta fornminne |
| Valö 211:2                | Stensättning                     |              | Valö, Uppland       |       | 60.259030, 18.070957 | 10028602110002 | Ladda upp en bild av detta fornminne |
| Gropen (Valö 212:1)       | Lägenhetsbebyggelse              |              | Valö, Uppland       |       | 60.295726, 18.042967 | 10028602120001 | Ladda upp en bild av detta fornminne |
| Valö 213:1                | Lägenhetsbebyggelse              |              | Valö, Uppland       |       | 60.297016, 18.043944 | 10028602130001 | Ladda upp en bild av detta fornminne |
| Valö 215:1                | Lägenhetsbebyggelse              |              | Valö, Uppland       |       | 60.298374, 18.045290 | 10028602150001 | Ladda upp en bild av detta fornminne |
| Myratorpet (Valö 219:1)   | Lägenhetsbebyggelse              |              | Valö, Uppland       |       | 60.296719, 18.050049 | 10028602190001 | Ladda upp en bild av detta fornminne |
| Hillbol (Valö 221:1)      | Lägenhetsbebyggelse              |              | Valö, Uppland       |       | 60.301828, 18.051198 | 10028602210001 | Ladda upp en bild av detta fornminne |
| Valö 223:1                | Lägenhetsbebyggelse              |              | Valö, Uppland       |       | 60.307400, 18.051264 | 10028602230001 | Ladda upp en bild av detta fornminne |
| Valö 224:1                | Lägenhetsbebyggelse              |              | Valö, Uppland       |       | 60.306866, 18.052630 | 10028602240001 | Ladda upp en bild av detta fornminne |
| Valö 229:1                | Stensättning                     |              | Valö, Uppland       |       | 60.234967, 18.132392 | 10028602290001 | Ladda upp en bild av detta fornminne |
| Valö 243:1                | Lägenhetsbebyggelse              |              | Valö, Uppland       |       | 60.252579, 18.147505 | 10028602430001 | Ladda upp en bild av detta fornminne |
| Valö 248:1                | Lägenhetsbebyggelse              |              | Valö, Uppland       |       | 60.312068, 18.051154 | 10028602480001 | Ladda upp en bild av detta fornminne |
| Valö 249:1                | Lägenhetsbebyggelse              |              | Valö, Uppland       |       | 60.312574, 18.049373 | 10028602490001 | Ladda upp en bild av detta fornminne |
| Valö 252:1                | Stensättning                     |              | Valö, Uppland       |       | 60.250237, 18.190500 | 10028602520001 | Ladda upp en bild av detta fornminne |
| Valö 253:1                | Husgrund, förhistorisk/medeltida |              | Valö, Uppland       |       | 60.249895, 18.184691 | 10028602530001 | Ladda upp en bild av detta fornminne |
| Valö 282                  | Gravfält                         |              | Valö, Uppland       |       | 60.332341, 18.132440 | 12000000003699 | Ladda upp en bild av detta fornminne |
| Valö 295                  | Stensättning                     |              | Valö, Uppland       |       | 60.331616, 18.134235 | 12000000003726 | Ladda upp en bild av detta fornminne |
| Valö 298                  | Lägenhetsbebyggelse              |              | Valö, Uppland       |       | 60.328925, 18.141529 | 12000000003729 | Ladda upp en bild av detta fornminne |
| Valö 300                  | Lägenhetsbebyggelse              |              | Valö, Uppland       |       | 60.342629, 18.123855 | 12000000003731 | Ladda upp en bild av detta fornminne |
| Valö 305                  | Stensättning                     |              | Valö, Uppland       |       | 60.331451, 18.134549 | 12000000003739 | Ladda upp en bild av detta fornminne |
| Valö 322                  | Gravfält                         |              | Valö, Uppland       |       | 60.307918, 18.093481 | 12000000004029 | Ladda upp en bild av detta fornminne |
| Valö 324                  | Gravfält                         |              | Valö, Uppland       |       | 60.308160, 18.094018 | 12000000004035 | Ladda upp en bild av detta fornminne |
| Valö 325                  | Stensättning                     |              | Valö, Uppland       |       | 60.307434, 18.094220 | 12000000004037 | Ladda upp en bild av detta fornminne |
| Valö 327                  | Gravfält                         |              | Valö, Uppland       |       | 60.294871, 18.141412 | 12000000004041 | Ladda upp en bild av detta fornminne |
| Valö 328                  | Stensättning                     |              | Valö, Uppland       |       | 60.302335, 18.098377 | 12000000004044 | Ladda upp en bild av detta fornminne |
| Valö 382                  | Lägenhetsbebyggelse              |              | Valö, Uppland       |       | 60.216024, 18.019114 | 12000000089783 | Ladda upp en bild av detta fornminne |
| Krysstorpet (Valö 401)    | Lägenhetsbebyggelse              |              | Valö, Uppland       |       | 60.241975, 18.051126 | 12000000090001 | Ladda upp en bild av detta fornminne |
| Valö 404                  | Lägenhetsbebyggelse              |              | Valö, Uppland       |       | 60.244012, 18.054856 | 12000000090008 | Ladda upp en bild av detta fornminne |